# マキシム・シャピロ
マキシム・シャピロ（Максим Шапиро, 1885年1月1日 - 1958年7月19日）はロシア出身のピアニスト、ピアノ教師。1927年から1939年まで日本で活動した白系ロシア人である。

## 経歴
サラトフに生まれ、モスクワでコンスタンチン・シャピロとともに育つ。モスクワ音楽院でニコライ・メトネルにピアノを師事した。1917年のロシア革命後、ドイツに亡命。ベルリンでピアノを指導したリディヤ・チェルネツカヤは後にコンスタンチン・シャピロの妻となった。マキシムはチェリストのJane Eddyを妻とした。
ハルビンを経て、コンスタンチンとともに1927年に日本に移住。1930年にリディア・シャピロとともに映画『藤原義江のふるさと』にピアノ伴奏者として出演した。1933年に大阪音楽学校（現在の大阪音楽大学）特別専門科ピアノ科教授に就任。教え子に属澄江、甲斐美和子、小園登史子がいる。
1939年に教え子の甲斐美和子とともにアメリカ合衆国に渡った。1958年にカーメル・バッハ・フェスティバルに出演した際のヴォルフガング・アマデウス・モーツァルト作曲ピアノ協奏曲第26番『戴冠式』演奏中に心臓発作で倒れ、病院搬送中に亡くなった。本人の希望により遺灰が日本にまかれた。

## 親族
- 従兄弟にチェリストのコンスタンチン・シャピロ（ロシア語版）がいる[4]。
- コンスタンチンの四男に、米国の弁護士アイザック・シャピロ（en:Isaac Shapiro）がいる。 アイザックは1931年に東京で生まれ、ハルビンで育ち、横浜のセント・ジョセフ・インターナショナル・カレッジで学んだのち、1946年に渡米。『昇った太陽・日本―日米転換期論』『Edokko: Growing Up A Foreigner In Wartime Japan』などの著書がある。[11]